# Jónas Þór Næs
Jónas Þór Næs (Tórshavn, 27 dicembre 1986) è un ex calciatore faroese, di ruolo difensore.